# Minucciano
Minucciano – miejscowość i gmina we Włoszech, w regionie Toskania, w prowincji Lukka.
Według danych na rok 2004 gminę zamieszkiwało 2521 osób, 44,2 os./km².